# Neodiogmites tenebrosus
Neodiogmites tenebrosus là một loài ruồi trong họ Asilidae. Neodiogmites tenebrosus được Carrera miêu tả năm 1949. Loài này phân bố ở vùng Tân nhiệt đới.